# Resolutie 404 Veiligheidsraad Verenigde Naties
Resolutie 404 van de Veiligheidsraad van de Verenigde Naties werd bij consensus aangenomen op 8 februari 1977. De Veiligheidsraad besloot een missie naar de Volksrepubliek Benin te sturen om een mislukte aanval op de stad Cotonou te onderzoeken.

## Achtergrond
In 1960 was het West-Afrikaanse land Benin onafhankelijk geworden van Frankrijk. In 1975 werd het na jaren van onstabiliteit een volksrepubliek. Op 16 januari 1977 landde een Douglas DC-7 met een tachtigtal Afrikaanse en Franse huurlingen zonder toestemming op de internationale luchthaven van de havenstad Cotonou. Vandaar uit rukten ze op richting presidentieel paleis met de bedoeling president Mathieu Kérékou gevangen te nemen.
Kérékou had echter Noord-Koreaanse adviseurs onder de arm genomen om de presidentiële wacht te versterken en was bovendien afwezig. Na drie uren strijd met zware wapens besloot leider Bob Denard terug te trekken. De meeste huurlingen slaagden erin de DC-7 te bereiken, waarmee ze ontsnapten.
Eind februari bleek de missie die de Veiligheidsraad met deze resolutie opzette zoveel bewijsmateriaal voor zich te hebben dat ze uitstel voor haar rapport vroeg. Ze kreeg dit uitstel tot 8 maart.
De conclusie van de missie was dat de aanval tot doel had gehad het communistische bewind van generaal Kérékou omver te werpen. De huurlingen waren ingehuurd door de Beninse oppositie in het buitenland met Franse toestemming en Marokkaanse financiële steun.

## Inhoud
De Veiligheidsraad herinnerde eraan dat landen geen dreigementen of geweld mogen gebruiken tegen de territoriale integriteit of onafhankelijkheid van een ander land. Ook die van Benin moesten worden gerespecteerd.
Er werd besloten een missie bestaande uit drie leden van de Raad naar Benin te sturen om de gebeurtenissen van 16 januari te onderzoeken en hierover tegen eind februari te rapporteren. Secretaris-generaal Kurt Waldheim werd gevraagd de missie te assisteren.
Nadien werd overeengekomen dat India en Libië onder leiding van Panama de speciale missie zouden vormen.

## Verwante resoluties
- Resolutie 405 Veiligheidsraad Verenigde Naties
- Resolutie 419 Veiligheidsraad Verenigde Naties

Lijst ·  403 ·  404 ·  405 ·  406 ·  407 ·  408 ·  409 ·  410 ·  411 ·  412 ·  413 ·  414 ·  415 ·  416 ·  417 ·  418 ·  419 ·  420 ·  421 ·  422